# Miquel de Tamarit i Rifós
Miquel de Tamarit i Rifós va néixer al segle xvi. Donzell i Doctor en dret. Castlà de Montclar.

## Biografia
Exercí de jutge de l'Audiència entre 1584 i 1594, fou ennoblit a les Corts celebrades l'any 1599. Va ser nomenat rector de la Universitat de l'Estudi General, càrrec que va exercir entre l'1 d'agost de 1574 i el 31 de juliol de 1576.
Va morir just a finals del segle XVI o principis del segle xvii.